# Echinopsis coquimbana
Echinopsis coquimbana là một loài thực vật có hoa trong họ Cactaceae. Loài này được (Molina) Friedrich & G.D.Rowley mô tả khoa học đầu tiên năm 1974.